# Contea di Huaining
La contea di Huaining (怀宁县S, Huáiníng XiànP) è una contea della Cina, situata nella provincia dell'Anhui.